# André Bazin
André Bazin (Angers, 18 de abril de 1918 – Nogent-sur-Marne, 11 de novembro de 1958) foi um renomado e influente crítico de cinema e teórico do cinema.

## Biografia
Bazin nasceu em Angers na França. Era de formação católica, com vagas tendências existencialistas e de esquerda. Sua tartamudez o impediu de ser professor. O que ele foi, de outra forma, através de comentários informais em cineclubes parisienses e sendo, de fato, o editor-chefe dos Cahiers du Cinéma durante quase uma década. Comenta-se que a melhor parte de sua crítica se perdeu, pois se deu nesse ambiente de discussões e comentários no contexto da projeção de filmes. Também, regularmente, deu palestras para os estudantes do Institut des hautes études cinématographiques (IDHEC), o Instituto de Estudos Superiores de Cinematografia, com sede em Paris. Morreu de leucemia. Tinha apenas 40 anos. Comenta-se que apreciava a companhia de animais, especialmente gatos. Foi o mentor da Nouvelle Vague francesa, sendo amigo pessoal de cineastas como Éric Rohmer e François Truffaut - de quem foi como um pai adotivo.

## Teoria do cinema
Bazin principiou a escrever sobre cinema em 1943 e foi co-fundador dos Cahiers du Cinéma em 1951, na companhia de Jacques Doniol-Valcroze e Lo Luca. Bazin foi uma força motriz nos estudos e crítica de cinema de após a Segunda Guerra Mundial. Além de editar os Cahiers até o fim da vida, uma coletânea de quatro volumes de seus textos foi publicada postumamente entre 1958 e 1962 sob o título de Qu'est-ce que le cinéma? (O que é o cinema?). Em tradução de Eloisa de Araújo Ribeiro e prefácio do crítico Ismail Xavier, alguns desses artigos e ensaios foram publicados no Brasil, em um só volume, pela Editora Brasiliense, sob o título de O Cinema - Ensaios.
Bazin defendia filmes que versavam sobre o que ele chamava de "realidade objetiva" (tais como documentários e as produções do neo-realismo italiano) assim como diretores que se "auto-invisibilizavam" (a exemplo de Howard Hawks). Ele propunha o uso da profundidade de campo (Orson Welles), planos gerais (Jean Renoir) e o plano-sequência, além de dar preferência ao que ele denominava "verdadeira continuidade" diante de experimentos de montagem e efeitos visuais. Isto o pôs em contraposição às teorias do cinema dos anos 20 e 30 que enfatizavam o modo como o cinema podia manipular a realidade. A ênfase na realidade objetiva, profundidade de campo e ausência de montagem estão vinculadas à convicção de Bazin de que a interpretação de um filme ou cena deve ser deixada ao espectador.
Sobre essa teoria da objetividade fotográfica em Bazin, nos diz Éric Rohmer: "o que importa a Bazin não é, portanto, a semelhança entre o cinema e a pintura, mas as suas diferenças. Como a fotografia o cinema é também filho da mecânica: 'pela primeira vez entre o objeto inicial e sua representação não se interpõe mais que um outro objeto. Pela primeira vez a imagem do mundo exterior se forma autonomamente, sem intervenção humana'".
Bazin acreditava que um filme devia representar a visão pessoal de um cineasta, baseando-se para isso numa tendência espiritual chamada "personalismo". Essas ideias tiveram uma importância capital para o desenvolvimento da "teoria do autor", cujo manifesto foi o artigo de François Truffaut "Uma certa tendência do cinema francês" ("Une certaine tendence du cinéma français"), publicado nos Cahiers. Bazin é também conhecido como proponente de uma "crítica apreciativa", em que só os críticos que gostaram de um filme poderiam escrever a respeito dele, encorajando assim uma perspectiva construtiva.

## Bazin na cultura popular
François Truffaut dedicou o filme Les 400 coups (Os Incompreendidos, no Brasil; Os Quatrocentos Golpes, em Portugal) a André Bazin, que faleceu um dia após o começo das gravações da película.
O filme de Richard Linklater Waking Life (2001) inclui uma discussão entre o cineasta Caveh Zahedi e o poeta David Jewell a respeito de algumas opiniões de Bazin sobre o cinema. Há uma ênfase no cristianismo de Bazin e no credo de que cada tomada seria a representação da criação do mundo por Deus.
O filme O Desprezo (Le mépris), 1963), de Jean-Luc Godard, abre com uma citação erroneamente atribuída a Michel Mourlet (autor da frase é o crítico de cinema francês, em seu artigo Sur un art ignoré, do exemplar Nº 98 dos Cahiers du Cinema).
David Foster Wallace em seu romance Infinite Jest (Pilhéria Infinita, 1996) faz referências a Bazin no que tange ao cinema e à crítica cinematográfica.

## Publicações

### Em inglês
- Bazin, André. (2018). André Bazin: Selected Writings 1943–1958 (Timothy Barnard, Trans.) Montreal: caboose, ISBN 978-1-927852-05-7
- Bazin, André. (1967–1971). What is cinema? Vol. 1 & 2 (Hugh Gray, Trans., Ed.). Berkeley: University of California Press. ISBN 0-520-02034-0
- Bazin, André. (1973). Jean Renoir (François Truffaut, Ed.; W.W. Halsey II & William H. Simon, Trans.). Nova York: Simon and Schuster. ISBN 0-671-21464-0
- Bazin, André. (1978). Orson Welles: a critical view. New York: Harper and Row. ISBN 0-06-010274-8
- Andrew, Dudley. André Bazin.  New York: Oxford University Press, 1978. ISBN 0-19-502165-7
- Bazin, André. (1981). French cinema of the occupation and resistance: The birth of a critical esthetic (François Truffaut, Ed., Stanley Hochman, Trans.). Nova York: F. Ungar Pub. Co. ISBN 0-8044-2022-X
- Bazin, André. (1982). The cinema of cruelty: From Buñuel to Hitchcock (François Truffaut, Ed.; Sabine d'Estrée, Trans.). New York: Seaver Books. ISBN 0-394-51808-X
- Bazin, André. (1985). Essays on Chaplin (Jean Bodon, Trans., Ed.). New Haven, Conn.: University of New Haven Press. LCCN 84-52687
- Bazin, André. (1996). Bazin at work: Major essays & reviews from the forties and fifties (Bert Cardullo, Ed., Trans.; Alain Piette, Trans.). Nova York: Routledge. (HB) ISBN 0-415-90017-4 (PB) ISBN 0-415-90018-2
- Bazin, André. (2005). French cinema from the liberation to the New Wave, 1945–1958 (Bert Cardullo, Ed.) Peter Lang Pub Inc. ISBN 978-0820448756. UNO Press, University of New Orleans Press, [New Orleans, La.], ©2012, ISBN 9781608010844

### Em francês
- La politique des auteurs, edited by André Bazin. Interviews with Robert Bresson, Jean Renoir, Luis Buñuel, Howard Hawks, Alfred Hitchcock, Fritz Lang, Orson Welles, Michelangelo Antonioni, [[Carl Theo

### Ensaios online
- What Is Cinema Vol. 1 and 2 on Internet Archive
- "The Life and Death of Superimposition" (1946)
- "Will CinemaScope Save the Film Industry?" (1953)
- André Bazin on René Clement and literary adaptation: Two original reviews

| Cargos de mídia | Cargos de mídia                       | Cargos de mídia          |
| --------------- | ------------------------------------- | ------------------------ |
| Precedido por — | Editor of Cahiers du cinéma 1951–1958 | Sucedido por Éric Rohmer |